# Уологем, Ямбо
Ямбо Уологем (фр. Yambo Ouologuem; 22 августа 1940, Бандиагара, Французский Судан — 14 октября 2017, Севарэ, Мали) — малийский франкоязычный писатель
, педагог. Доктор социологических наук.

## Биография
Единственный сын в семье аристократов. Его отец был крупным землевладельцем и работником министерства образования Мали. Я. Уологем выучил несколько африканских языков, свободно говорил на французском, английском и испанском. Окончил столичный лицей в Бамако.
С 1960 года изучал социологию, философию и английскую филологию в Высшей нормальной школы в Париже. После окончания школы, преподавал английский язык и философию в европейских странах.
В 1969 году опубликовал сборник «Lettre à la France nègre», а также эротический роман «Les Milles et une bibles du sexe», опубликованный под псевдонимом Утто Родольф.
Стал известен после опубликования романа «Необходимость насилия» (Le devoir de violence, 1968). Экзистенциалистическая направленность произведения, приверженность натурализму, нарочитый эротизм романа вызвали резкую критику со стороны африканских литераторов.
Роман представляет собой эпохальную сагу о вымышленной суданской империи, действия в которой разворачиваются на протяжении 800 лет африканской истории и в которой три силы на протяжении веков несут ответственность за «рабский менталитет» чёрного человека — древние африканские императоры, арабы и, наконец, с середины 1800-х годов, европейские колониальные администраторы по превращению темнокожего человека в «негрейля» («не́грочку», слово, придуманное Я. Уологемом). Текст оказался спорным, некоторые критики утверждали, что это новая форма африканской литературы, другие — что это франкоязычное текстуальное воспроизведение романа «Это поле боя» («Battlefield», 1934) Грэма Грина. Эту же точку зрения занял французский суд, который по иску Грэма Грина и его издателей вынес вердикт, запрещающий распространение «Необходимости насилия» на территории Франции. 
После обвинений в плагиате Уологем в конце 1970-х годов вернулся в Мали, вёл уединенную жизнь мусульманского отшельника-мурабита до своей смерти 14 октября 2017 года.
Я. Уологем рассматривал судьбу африканцев как следствие насилия и утверждает обязанность насилия по отношению к белым, которые навязывают им рабский менталитет и характер.
До 1984 года работал директором Молодежного центра в небольшом городке Севарэ в центральной части страны, где он написал и отредактировал серию детских учебников.
Я. Уологем стал первым африканским писателем, получившим крупную французскую литературную премию Ренодо (1968).